# Henk Pellikaan
Hendricus Adriaan Pellikaan, appelé plus couramment Henk Pellikaan (né le 10 novembre 1910 à Leerdam et mort le 24 juillet 1999 à Tilbourg) est un joueur de football international néerlandais.

## Biographie

### Club
Durant sa carrière de club, Pellikaan évolue dans l'équipe du championnat néerlandais, le TSV Longa.

### International
Au niveau international, il participe avec l'équipe des Pays-Bas de football à la coupe du monde 1934 en Italie.